# NGC 6290
NGC 6290 est une galaxie spirale barrée située dans la constellation du Dragon. Sa vitesse par rapport au fond diffus cosmologique est de 5 148 ± 30 km/s, ce qui correspond à une distance de Hubble de 75,9 ± 5,3 Mpc (∼248 millions d'al). NGC 6290 a été découverte par l'astronome américain Lewis Swift en 1885.
La classe de luminosité de NGC 6290 est I.
Les galaxies NGC 6290 et NGC 6291 sont voisines sur la sphère céleste et elles sont à peu près à la même distance de nous. Elles pourraient constituer une paire physique de galaxies, mais ce fait n'est mentionné dans aucune des sources consultées, sauf sur le site du professeur Seligman.

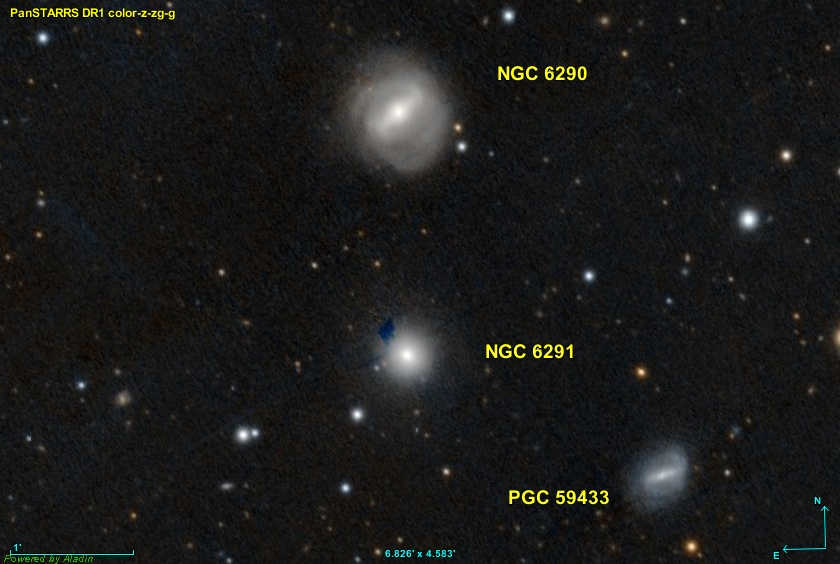
La paire de galaxies NGC 6290 et NGC 6291.